# Backaryd
Backaryd – miejscowość (tätort) w Szwecji, w regionie administracyjnym (län) Blekinge, w gminie Ronneby.
Według danych Szwedzkiego Urzędu Statystycznego liczba ludności wyniosła: 386 (31 grudnia 2015), 397 (31 grudnia 2018) i 398 (31 grudnia 2019).